# アイスバイン

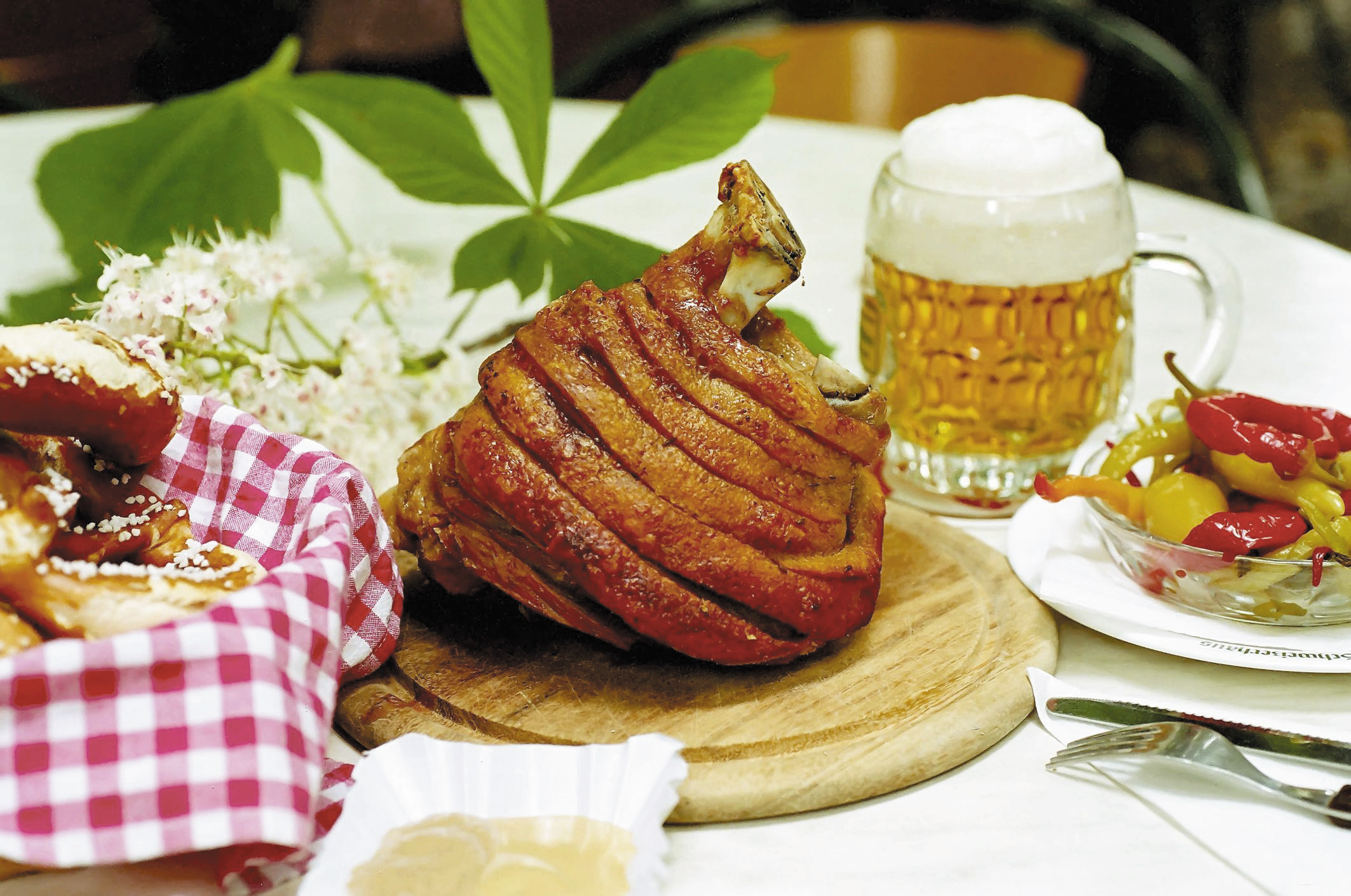
アイスバイン

アイスバイン（ドイツ語: Eisbein）は、豚肉（塩漬けの豚すね肉）を、タマネギ、セロリなどの香味野菜やクローブなどの香辛料とともに数時間煮込んで作るドイツ料理を代表する家庭料理である。ベルリンの名物でもある。
ザワークラウトやジャガイモとともに供されることが多く、マスタードをつけて食べるのが一般的。
Eisbein という名前のEis- はラテン語の ischia（股関節）に由来するとされる。なお、-bein は脚を意味するドイツ語である。またドイツ語のEisは「氷」を意味するが、この料理では氷は関係ない。
なお、オーストリアでは、アイスバインの代わりにStelzbein（シュテルツバイン）あるいはStelze（シュテルツェ）ということがある。